# Histoire de l'Andorre
Vous lisez un « bon article » labellisé en 2008.
Andorre, micro-État européen situé dans les Pyrénées, est une principauté souveraine dont les origines remontent à l'époque carolingienne. Son histoire est étroitement liée à celle de l'Espagne et de la France.
Bien que la tradition attribue la création de la principauté à Charlemagne, Andorre fut peuplée à partir de la Préhistoire et l'ancien peuple des « Andosins » est mentionné dans des sources antiques. L'indépendance de l'Andorre est néanmoins reconnue pour la première fois à l'époque carolingienne, lorsqu'elle forme un État de la Marche d'Espagne, destinée à protéger l'empire des invasions arabes.
Longtemps isolée et peu peuplée, Andorre a cultivé des coutumes originales, notamment avec son système d'administration hors d'âge, qui partage le trône entre le chef de la République française et l'évêque espagnol d'Urgell et son « Conseil de la Terre », le plus vieux parlement européen. Pendant la seconde moitié du XIXe siècle, la principauté connut néanmoins une très forte opposition entre les conservateurs et les partisans de la démocratisation et de l'ouverture au tourisme.
Au XXe siècle, la construction d'infrastructures telles que stations de ski, routes et hôtels, bouleverse finalement Andorre qui devient un grand centre touristique et commercial, grâce aux taxes très basses sur certains produits de consommation, plus coûteux dans le reste de l'Europe.

## Origines

### Préhistoire

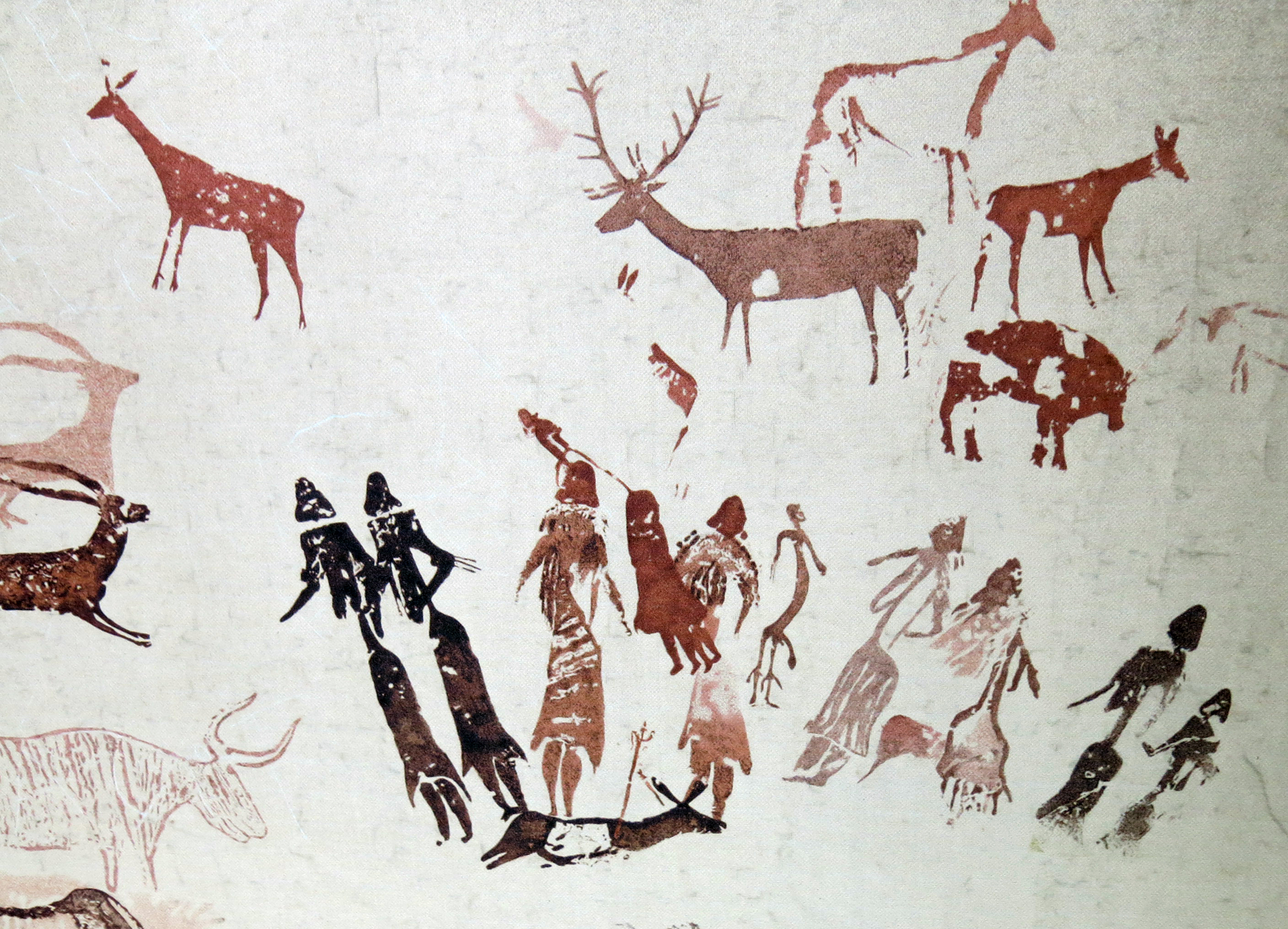
Peintures rupestres pyrénéennes.

L'Andorre actuelle est parcourue à partir de -13000 et son peuplement commence au Néolithique. Les tout premiers habitants de la vallée d'Andorre ont laissé des traces : des silex et des harpons à Santa Coloma et des gravures rupestres, notamment à Balma del Llunci, à Ordino et dans la roca de les Bruixes (le « rocher des sorcières ») à Prats.
Des fouilles ont également permis de découvrir des silex taillés et des débris de céramiques vieilles de 4 500 ans. À Sant Julià de Lòria se trouve un site néolithique qui comprend une nécropole de forme dolménique, aux alentours ont été trouvés divers objets de cette époque comme du matériel funéraire, des colliers et des couteaux en pierre.
Les tribus s'installent durablement pendant l'Âge du bronze. Des débris de forgeage trouvés à Arinsal et à Santa Coloma permettent d'affirmer l'usage des métaux en Andorre pendant cette période. Durant la Protohistoire, la région  subit l'influence des Ligures puis des Ibères.

### Antiquité
Les « habitants des Vallées » sont mentionnés pour la première fois dans un texte de l'historien grec Polybe au IIe siècle av. J.-C. ; celui-ci décrit le passage d'Hannibal Barca dans les Pyrénées et fait référence aux tribus des « Andosins » (Andosini).
La domination romaine a laissé peu de traces en Andorre, sinon les quelques monnaies trouvées pendant des fouilles archéologiques et des traces latines dans la toponymie. Le latin est aussi à l'origine du dialecte catalan nord-occidental encore parlé aujourd'hui en Andorre.

### Grandes Invasions
Au Ve siècle, l'Andorre est conquise par les Wisigoths ; ceux-ci, arrivés par Narbonne en 414, envahissent dans le même temps l'Espagne. Vers 714, les Wisigoths sont chassés par les Arabes et ces derniers, restent en possession d'Andorre. Les Francs prennent par ailleurs le contrôle de la région vers 785.

## Moyen Âge

### Fondation

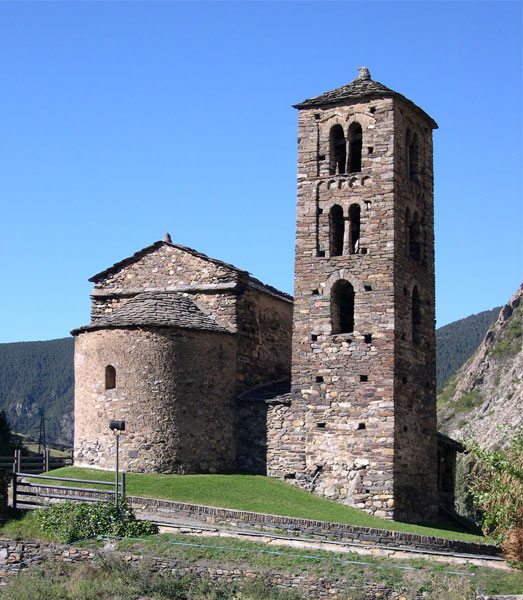
L'église romane Sant Joan de Caselles, fondé au XI, à Canillo.

Le combat ordonné par Charlemagne contre les Arabes dans les Pyrénées en 788 marque la création véritable de l'Andorre. La tradition dit qu'un Andorran, Marc Almugàver, a conduit 5 000 de ses compatriotes à Puymorens et à Campcardos où les hommes de Charlemagne livraient le combat contre les Sarrasins.
Le futur empereur d'Occident, reconnaissant, aurait alors déclaré les Andorrans comme « peuple souverain » et leur aurait fourni une charte. L'histoire véritable se mêle ici aux légendes et il est difficile de savoir comment l'Andorre a réellement obtenu son indépendance. Il est cependant sûr que Charlemagne a fait de l'Andorre une partie de la Marca Hispanica. Cette marche, constituée d'États tampons, protégeait la France de nouvelles invasions arabes.
Le départ des Arabes permet la reconstruction de la cathédrale de La Seu d'Urgell, toute proche, et le jour de sa consécration, en 839, les Andorrans apportent à l'évêque le commandement de leurs six nouvelles paroisses, Andorre et Lòria, Canillo, Encamp, La Massana, Ordino et Santa Coloma.
Au IXe siècle, le petit-fils de Charlemagne, Charles le Chauve, nomme le comte Sunifred Ier de Cerdagne-Urgell comme suzerain d'Andorre. Le 27 janvier 1133, Ermengol VI, un descendant du comte, donne ses terres andorranes au diocèse d'Urgell, à la tête duquel se trouve l'évêque d'Urgell. Les Andorrans acceptent la nouvelle suzeraineté lorsqu'ils prêtent serment à l'évêque, en 1186 et 1199.

### Paréages
Les évêques d'Urgell imposent rapidement et sans mal leur pouvoir sur l'Andorre. Mais l'environnement politique de l'époque, dangereux, les conduit à craindre la perte de leur territoire. En effet, les seigneurs catalans ne cessent de changer leurs alliances et s'opposent de plus en plus fermement au pouvoir religieux.
Ainsi, le 19 juillet 1159, l'évêque Bernard Sanç signa un traité avec le seigneur Arnaud de Caboet, un noble catalan. Ce traité confirmait la souveraineté de l'évêque sur l'Andorre en même temps que le pays devenait un fief des Caboet. Cependant, les deux signataires ne se soutiennent pas vraiment, notamment parce que les Caboet étaient cathares.
En 1185, les droits de suzeraineté des Caboet sur l'Andorre passent à la famille de Castellbò (Castelbon), autre maison catalane. Quelques années plus tard, en 1208, Ermesenda de Castellbò i Caboet se marie à Roger-Bernard II de Foix, l'Andorre revient donc à la maison de Foix.
Le temps et les alliances entre seigneurs n'atténuent pourtant pas les divergences entre les détenteurs des droits sur l'Andorre et les évêques d'Urgell, qui ne s'entendent pas avec les comtes de Foix. Pierre III d'Aragon s'imposa après son couronnement comme l'arbitre du conflit, grâce à sa puissance et sa supériorité sur les antagonistes.
En 1278, le conflit est finalement résolu par la signature d'un paréage (pariatge), partageant la souveraineté d'Andorre entre les deux seigneurs, Monseigneur Pere d'Urg et Roger-Bernard III de Foix, qui deviennent coprinces d'Andorre. Le paréage, une institution féodale reconnaissant le principe de l'égalité des droits partagés par les deux voisins, a donné au petit État son territoire et sa forme définitive. En retour de la protection des deux seigneurs, les Andorrans devaient payer un impôt, la quèstia. Celle-ci consistait à un paiement en nature, le pays étant trop pauvre pour fournir de l'argent ; ainsi, les Andorrans offraient chaque année aux deux souverains des denrées alimentaires comme du pain, du lait…
Quelque temps après la signature du premier paréage, le comte Roger-Bernard III de Foix profite des lacunes du texte pour faire construire un château sur le Puy Sant Vincenç, d'où il peut contrôler l'évêque. Ce dernier exige donc un deuxième paréage. Il est signé en 1288 et, tout en confirmant le premier, il oblige les signataires à s'entretenir et à obtenir le consentement de l'autre avant la construction d'un système défensif en Andorre,.

### Fin du Moyen Âge
En 1419, les Andorrans demandent aux deux coprinces le droit de créer une assemblée ; celle-ci est accordée et la première séance se tient le 11 février de la même année. Cette assemblée, baptisée Conseil de la Terre (Consell de la Terra) affirme l'indépendance et l'originalité de l'Andorre tout en donnant des droits aux chefs des grandes familles andorranes, puisqu'ils peuvent élire leurs représentants. Cette assemblée est souvent considérée comme l'un des plus anciens parlements d'Europe.

## Époque moderne

### Renaissance

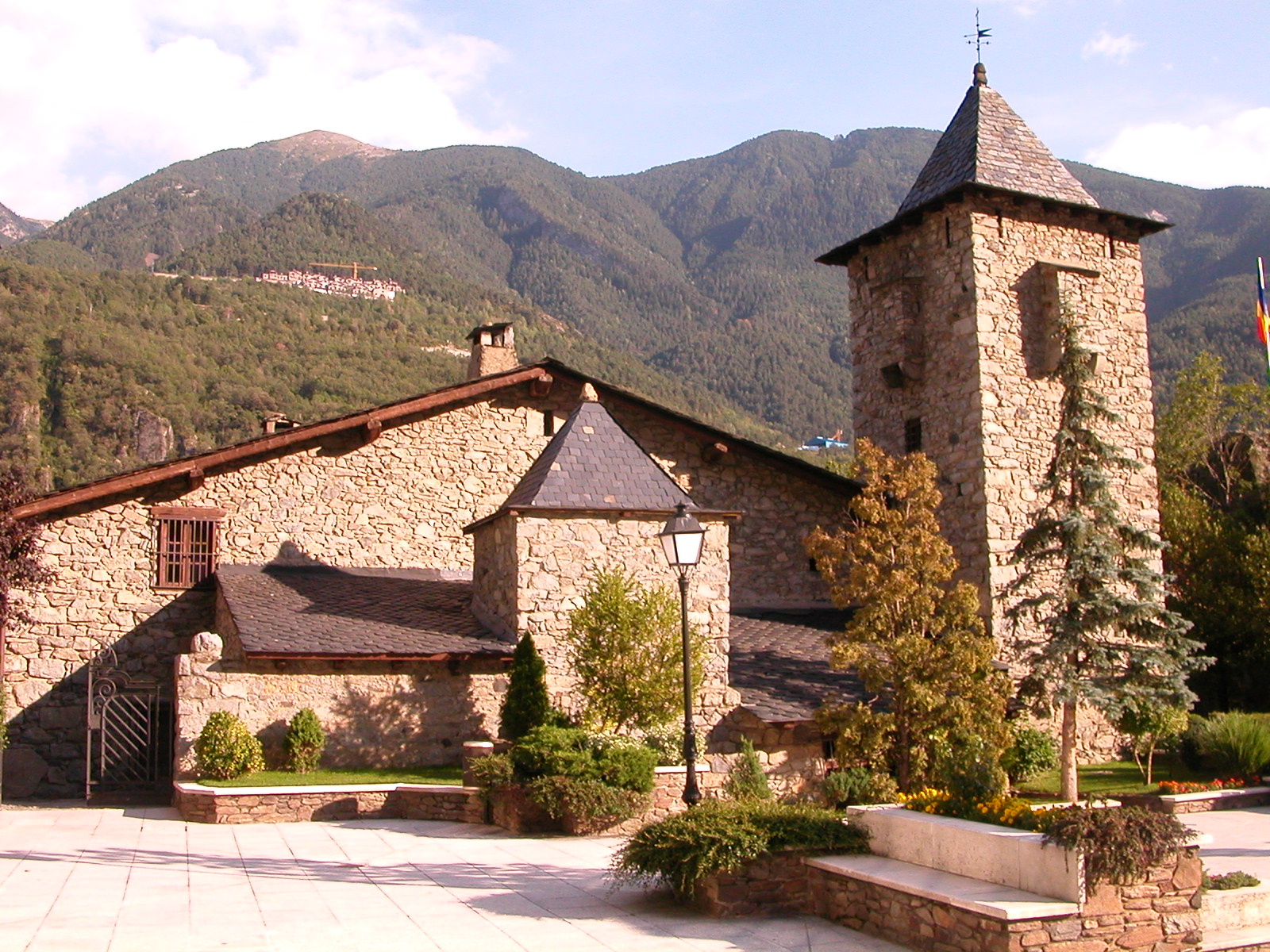
Le Parlement de l'Andorre, construit au XVIe siècle.

En 1479, dix ans après le mariage des Rois catholiques, Ferdinand II d'Aragon et Isabelle Ire de Castille, se marient à leur tour Gaston IV de Foix-Béarn et Éléonore d'Aragon. La maison d'Albret, qui possède la Navarre, le Béarn et la Bigorre, hérite donc du comté de Foix, de Caboet, de Castellbò et donc de l'Andorre.
En 1512, l'Andorre est occupée par l'Aragon, à la suite de troubles entre la maison de Navarre et celle d'Aragon. En effet, lorsque Catherine de Navarre est couronnée, les souverains d'Aragon revendiquent le trône en exigeant la loi salique puis envahissent les terres de Catherine. Le successeur de cette dernière, Henri II de Navarre, signe la paix en 1513 mais se résigne à ne garder que la Basse-Navarre ; il récupère en même temps ses droits sur l'Andorre.
Henri II de Navarre se marie à Marguerite de Valois en 1509, le mariage donne naissance entre autres à Jeanne d'Albret. Cette dernière se marie en secondes noces en 1548 à Antoine de Bourbon, parent du roi de France, et met au monde Henri III de Navarre.

### XVIIesiècle

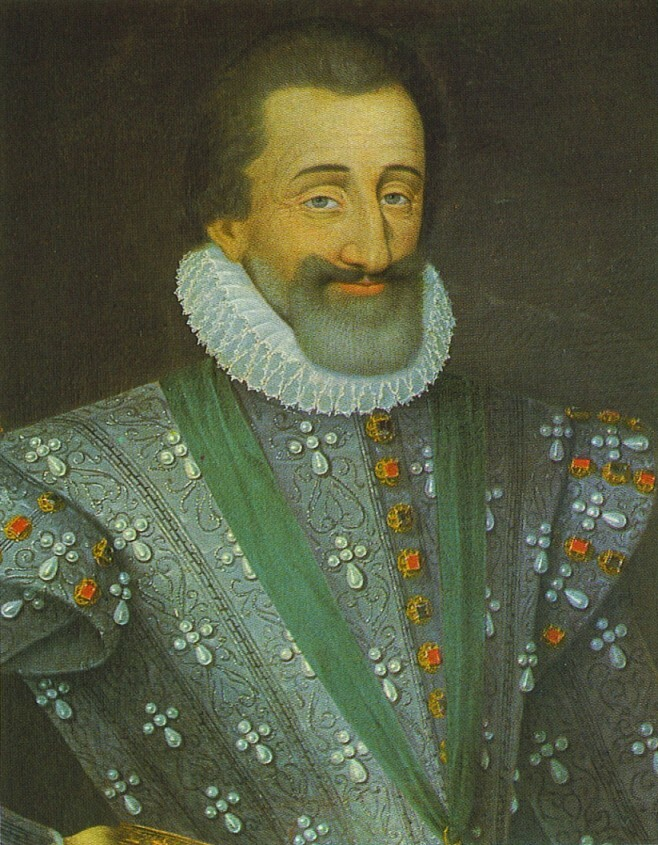
Henri IV de France.

Lorsque Henri III de France meurt sans héritier en 1589, Henri III de Navarre devient roi de France, sous le nom de Henri IV de France. L'Andorre se retrouve alors avec le chef de l'État français pour coprince. Henri IV fait donc signer en 1607 un édit qui fixe officiellement et définitivement le titre de coprinces d'Andorre au roi de France et à l'évêque d'Urgell.
Le successeur de Henri IV de France, Louis XIII, accepte le titre de coprince, comme le font ensuite ses héritiers. L'Andorre est alors la seule survivante des États pyrénéens apparus sous Charlemagne et le désintérêt de la France et de l'Espagne lui permet de garder encore son indépendance. Cela s'explique surtout par la grande pauvreté des Andorrans et de leur principauté, très isolée et qui ne renferme aucune grande richesse exploitable. L'inertie de l'évolution démographique est révélatrice de l'état du pays ; du Moyen Âge à la fin du XVIIe siècle, la population andorrane stagne autour des 3 000 habitants.
La situation unique de l'Andorre lui vaut tout de même d'importants avantages, ceux accordés par les grandes puissances aux pays neutres et sans armée. Elle bénéficie en effet d'un régime économique spécial, qui permet la libre circulation des biens aux frontières de la principauté, l'Espagne et la France accordent aux exportations andorranes des taxes très faibles et les coprinces accordent des exemptions fiscales.

### XVIIIesiècle
Au début du XVIIIe siècle, l'Andorre parvient à maintenir sa neutralité lors de la Guerre de Succession d'Espagne. Cette guerre, qui opposa la France, la Bavière et la Couronne de Castille à une importante coalition européenne menée par l'Autriche, mit fin par la défaite du second camp à l'autonomie de la Catalogne, alliée aux Habsbourg. La principauté d'Andorre échappa donc par sa neutralité à une possible annexion par l'Espagne ou par la France, vainqueurs, et confirma pour les siècles à venir son absence dans la politique européenne.
L'Espagne, en supprimant progressivement tous les privilèges de la Catalogne afin d'uniformiser les législations au sein du pays, change son régime fiscal et frappe tous les produits importés d'une taxe qui correspond à 10 % de leur valeur. Or comme le commerce andorran vivait à l'époque grâce à l'exemption des taxes sur les importations, les habitants de la principauté sont donc violemment hostiles à la réforme espagnole, qui anéantissait leur économie. Finalement, après de longues négociations, l'Andorre obtient de l'Espagne un accord spécifique, la Sentència Manutenció, en 1738. Ce traité rétablissait l'exonération des taxes sur les produits exportés d'Andorre, mais obligeait les Andorrans à exporter au moins 10 % de leur production vers l'Espagne.

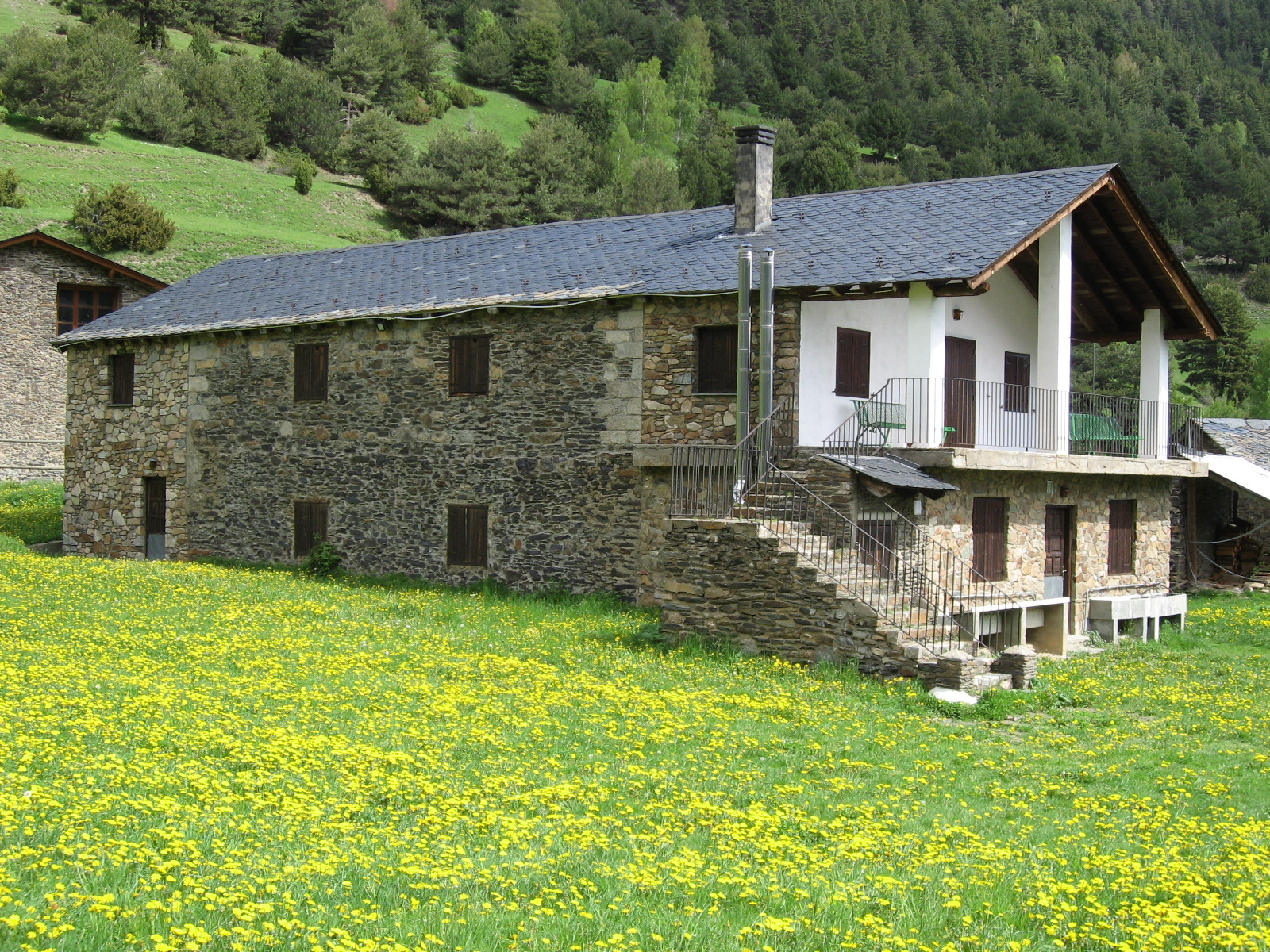
Maison traditionnelle andorrane.

En 1748, Antoni Fiter i Rossell, un docteur en droit originaire d'Ordino, publie le Manual Digest, dans lequel il consigne toutes les traditions andorranes,. Ce livre est un témoignage précieux de l'Histoire d'Andorre, puisqu'il contient aussi la copie de nombreux traités historiques, certains datant du Moyen Âge.
En 1763, un autre ouvrage important pour l'histoire de la principauté paraît. Il s'agit du Politar Andorrà du prêtre Antoni Puig, né à Escaldes. Celui-ci s'est appuyé sur le Manual Digest afin de consigner d'autres usages andorrans de l'époque.
La population andorrane, en raison de son isolement et des dures conditions de vie, ne connaît pas la croissance démographique de l'Europe des Lumières et est estimée à un peu plus de 3 000 habitants tout au long du XVIIIe siècle. À l'époque, la société est partagée en deux principaux ordres, les feux (focs), membres des grandes familles, dont les enfants, les heureus et les pubilles, peuvent hériter, et les maisonnées (casalers), les gens du peuple, dont les enfants doivent quitter le foyer paternel pour gagner leur vie,.
Le pays connaît néanmoins une petite révolution industrielle et sociale à la fin du XVIIIe siècle. En effet, l'installation de forges emploie les travailleurs issus des casalers, qui ne sont plus obligés d'émigrer. Mais ces changements apportent de nouveaux problèmes, car les foyers casalers deviennent largement majoritaires sur les focs, qui se sentent menacés.
Ce déséquilibre social provoque une crise, qui nuit beaucoup à la vie du minuscule État. Mais la principauté est encore plus durement touchée par la Révolution française, qui bouscule l'ordre féodal.

## Époque contemporaine

### De 1789 à 1814

Le drapeau andorran en usage de 1806 à 1866.

Tout d'abord, le pouvoir révolutionnaire français ne reconnaît pas le statut de coprincipauté, en grande partie à cause de la Qüèstia, l'impôt que payaient les Andorrans comme acte féodal de soumission aux coprinces.
La suppression des privilèges en France ôte à la principauté ses franchises et sa neutralité et l'Andorre se retrouve pendant quelque temps avec un seul coprince, l'évêque d'Urgell.
En 1806, alors que la France est devenue l'Empire de Napoléon Ier, les Andorrans demandent à l'empereur de rétablir enfin les droits de la principauté et de se reconnaître comme coprince. Napoléon accepte le 27 mars 1806 et les liens entre la France et l'Andorre sont maintenus pendant la Restauration par Louis XVIII.
L'empereur des Français intervient une autre fois dans l'histoire andorrane, lorsqu'il divise la Catalogne en départements, en 1812. L'Andorre est alors incluse dans le département du Sègre, dont la préfecture était Puigcerda. Cette entité disparaît avec le départ des troupes françaises d'Espagne en 1814. L'Andorre retrouve sa souveraineté la même année, lors du Traité de Paris.

### De 1814 à 1914

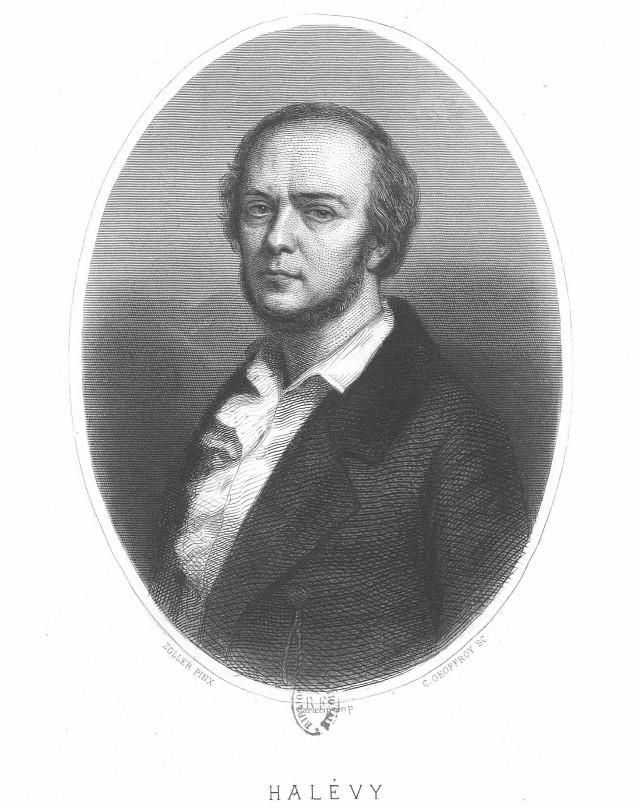
Jacques Fromental Halévy.

Au cours du XIXe siècle, l'Andorre commence à se faire connaître de l'étranger et affirme son indépendance, alors que le nombre de micro-États diminue d'année en année, en partie à cause des unifications de l'Allemagne et de l'Italie. Tout d'abord, elle est visitée par quelques touristes ; certains d'entre eux, charmés par la richesse naturelle et historique, écrivent ensuite des livres sur la principauté. Le Français Michel Chevalier, qui découvre l'Andorre en 1837, est souvent considéré comme le premier touriste du pays. D'autres ont célébré l'Andorre par des opéras, comme Jacques Fromental Halévy, qui fait jouer pour la première fois Le Val d'Andorre en 1848 à Paris ou Joaquín Gaztambide, qui fait représenter El Valle de Andorra en 1852, à Madrid. La connaissance de l'Andorre reste toutefois encore longtemps limitée aux régions proches de France et d'Espagne.
L'Andorre doit à nouveau affronter des troubles politiques internes au milieu du XIXe siècle. À l'origine des problèmes se trouvent les rivalités entre les casalers et les feux et entre le pouvoir français et le pouvoir espagnol, qui cherchent l'un et l'autre à prendre le dessus, mais aussi le refus du progrès par l'évêque d'Urgell, Mgr Caixal. En effet, celui-ci est hostile aux changements sociaux et à la démocratisation de la politique andorrane.

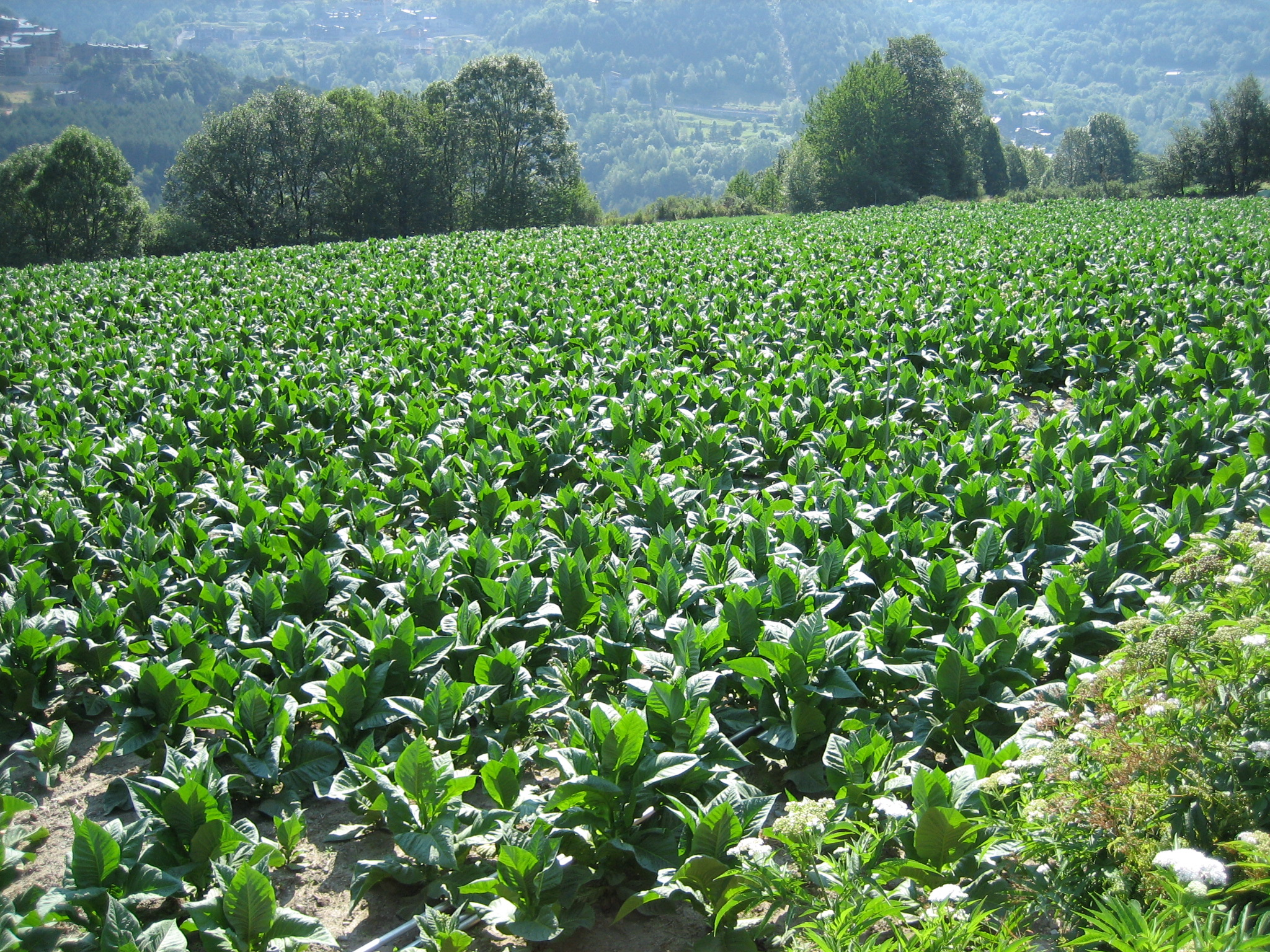
Champ de tabac à Sispony.

En 1835, la culture du tabac est interdite par les membres conservateurs du Conseil de la Terre. Cette plante, introduite au XVIIe siècle, faisait vivre bon nombre de feux, qui se retrouvent sans travail.
Ensuite, en 1842, des entrepreneurs andorrans décident de construire un casino près d'Encamp, mais le projet est interdit par le coprince épiscopal, pour des raisons d'éthique, puis par le coprince français, qui craint une concurrence pour les casinos de son pays. Les casalers, généralement conservateurs, s'opposent également au projet, alors que la plupart des feux y voient un moyen de sortir de l'isolement et de créer des emplois.
Finalement, en signe de protestation, de nombreux Andorrans refusent de payer la dîme à l'évêque d'Urgell en 1842. En 1866, les membres conservateurs du parlement refusent néanmoins à des Français l'exploitation des eaux thermales andorranes. Ces derniers veulent suivre la mode lancée dans leur pays et particulièrement en Ariège, toute proche.
Soucieux de calmer la politique andorrane et d'amorcer le changement, le Síndic Guillem d'Areny i Plandolit, représentant du peuple, propose finalement à l'évêque un projet, la Nova Reforma. Ce dernier accepte enfin et signe le texte en 1866, il est suivi par le coprince français, Napoléon III, en 1868. Le changement majeur apporté par la réforme est l'élargissement du droit de vote à tous les chefs de famille ; il n'était auparavant accordé qu'aux notables,. La même année, l'Andorre abandonne son drapeau jaune et rouge traditionnel et adopte le drapeau actuel.

Le drapeau de l'Andorre en usage depuis 1866.

Pourtant, la réforme n'atténue pas longtemps les troubles, car les successeurs de Caixal s'opposent encore plus fermement aux réformes. La société continue à être divisée en camps, qui mènent une lutte permanente pour le coprince épiscopal, le coprince français, le progrès ou la stabilité.
En 1880, lorsque des Andorrans demandent le droit d'ouvrir des maisons de jeux, ce droit leur est refusé et conduit à des affrontements violents entre conservateurs et progressistes. Les affrontements font naître un soulèvement en 1881, mais celui-ci ne se solde par aucun changement notable.
En revanche, le pouvoir judiciaire entame sa stabilisation en 1899. La justice de droit commun est alors assignée à des juges seuls, les conflits de voisinage aux notaires, et la justice criminelle échoue au Tribunal des Corts. Les trois instances mettent au point en 1907 un système d'uniformisation judiciaire, cette réforme est encouragée par le coprince épiscopal, Joan Benlloch i Vivó, qui vient à l'époque d'être nommé.
Au début du XXe siècle, l'Andorre commence lentement à changer de visage et se modernise peu à peu. Ainsi, pour rompre avec son isolement, une première route carrossable relie l'Andorre à l'Espagne en 1913. Un an plus tard est officialisé l'hymne national El Gran Carlemany (« Le grand Charlemagne »). Cet hymne est composée et jouée à l'occasion d'une cérémonie honorant la Vierge de Meritxell, que le pape Pie X venait de faire Sainte Patronne des Vallées d'Andorre.
À la fin du XIXe siècle est lancé un projet de ligne de chemin de fer qui relierait Andorre-la-Vieille à la frontière espagnole. La construction, envisagée durant plusieurs années, ne commença cependant jamais.

### De 1914 à 1945

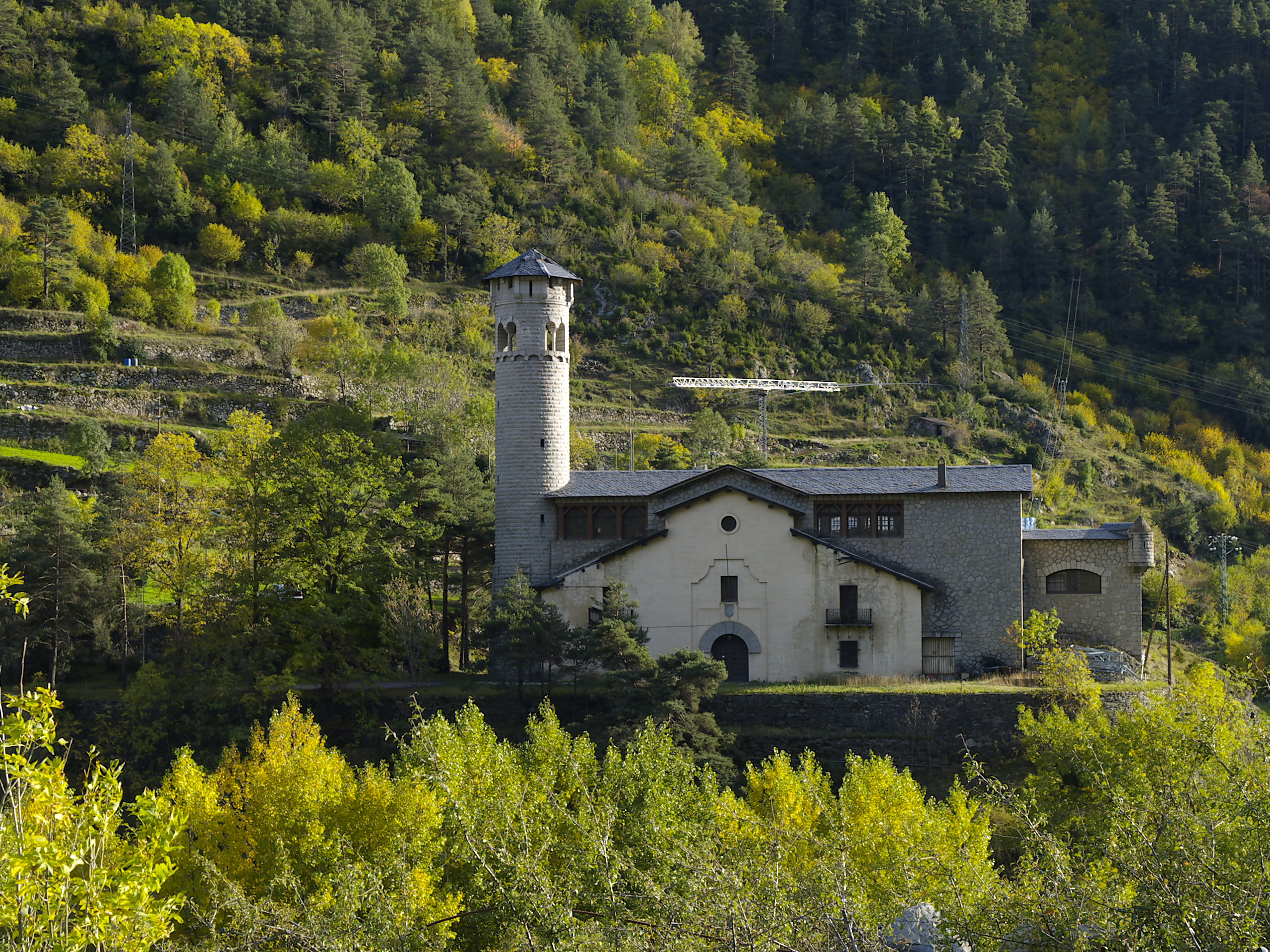
L'émetteur de Radio Andorre, station créée en 1939.

Après 1914, l'Andorre poursuit sa modernisation et une deuxième route, en direction de la France, est construite en 1933. La première moitié du XXe siècle voit également l'installation de l'électricité et la mise en place de la radio en 1935, puis du téléphone vers 1940. À cette époque, les autorités andorranes prennent réellement conscience du potentiel touristique de leur pays et la première station de ski est construite en 1934.
En 1928, l'Espagne crée un service postal entre l'Andorre et elle ; cela l'engage à imprimer les premiers timbres andorrans. La France fait de même en 1931.
Ces changements interviennent alors que l'Andorre connaît encore au niveau politique et social de graves problèmes, qui conduisent néanmoins à une démocratisation radicale.
Tout d'abord, le Conseil de la Terre, appelé depuis 1866 Consell General, accorde le 17 juin 1933 le suffrage universel masculin ; peuvent voter tous les hommes de plus de 25 ans. Cette décision, poussée par de violentes manifestations, n'est pas du goût du Tribunal des Corts, l'instance judiciaire principale. Il accuse le Conseil de désobéir aux coprinces et le destitue.
Le coprince épiscopal est alarmé par l'ampleur que prennent les événements et se dépêche de demander l'aide du coprince français. Albert Lebrun, président de la République française de l'époque, envoie alors, le 8 août 1933, un groupe d’une cinquantaine de gendarmes qui ont pour mission de rétablir l'ordre et de mettre fin à la résistance du Conseil destitué afin que des élections puissent se dérouler dans le calme. Les gendarmes, dirigés par le colonel René Baulard, quittent la principauté le 9 octobre 1933.

Drapeau de l'Andorre sous Boris Ier.

Un an plus tard, alors que le pays est encore sous le choc des événements de 1933, l'Andorre connaît de nouveau des troubles. Le 6 juillet 1934, Boris Skossyreff, un aventurier russe, promet au président du Conseil Général, Pere Torres Riba, de l'argent et l'amélioration économique à condition de le proclamer roi d'Andorre. La chambre est rapidement acquise et lorsque le vote est soumis aux députés, seulement l'un d'entre eux, M. Cinto, vote contre Boris Skossyreff. Ce dernier, soucieux de préserver le paréage de 1278, se rend à l'évêché d'Urgell où il informe le coprince épiscopal de la situation. Dans le même temps, le coprince français fait savoir qu'il considère comme valide la décision du parlement et qu'il n'ordonnera aucune intervention.
Boris Skossyreff, devenu Boris Ier, est rapidement considéré comme le vrai souverain d'Andorre par la population, qui voit en lui un bienfaiteur capable de moderniser radicalement le pays. Il désire notamment développer l'Andorre en la transformant en un paradis fiscal. Le 9 juillet 1934, un gouvernement provisoire se constitue, le roi le charge de rédiger une Constitution et proclame la liberté politique, religieuse, d'opinion et de presse.
Le règne de Boris Ier est écourté par la Garde civile espagnole, qui prend le parti du coprince épiscopal. Le 14 juillet 1934, les forces de police entrent en Andorre et arrêtent le roi, qui est destitué puis envoyé à Barcelone. Il est ensuite envoyé à Madrid, puis exilé au Portugal. Les viguiers, délégués des coprinces, sont placés sous contrôle espagnol et le président du parlement est déchu.
Le projet d'une Constitution est abandonné mais le pays conserve les mesures sur le droit de vote instituées en 1933.

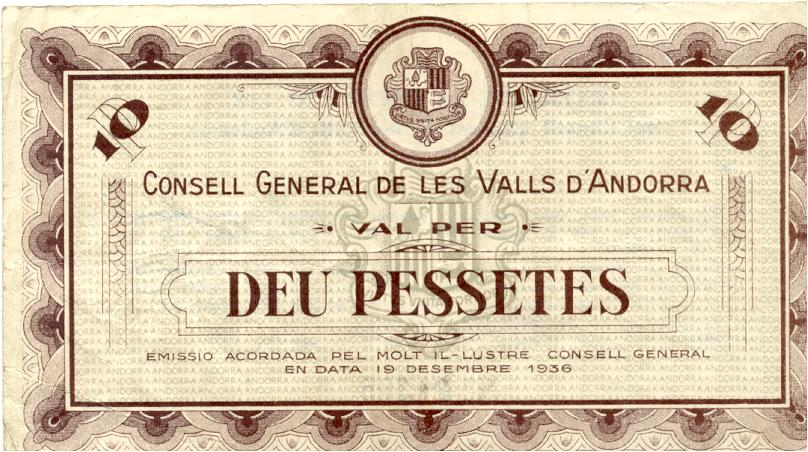
Billet de dix pesetas andorranes édité en 1936.

Lors de la guerre d'Espagne, de 1936 à 1939, puis lors de la Seconde Guerre mondiale, l'Andorre reste totalement neutre et accueille des réfugiés. Pendant la guerre civile espagnole, cette neutralité est garantie par la France qui envoie des troupes destinées à empêcher que le conflit ne s'étende dans la Principauté.
Des troupes allemandes stationnent à la frontière française, au Pas de la Case, de 1944 à 1945 et sans autorisation épiscopale, mais la neutralité de la principauté n'est jamais violée.
La période de 1936 à 1945 est donc relativement calme, malgré les graves inondations de 1937, et la dernière application de la peine de mort en 1943. En 1936, l'effondrement du cours de la peseta espagnole conduit le Conseil Général à éditer temporairement sa propre monnaie, imprimée à Toulouse. L'Andorre n'a en effet jamais eu sa propre monnaie et a toujours utilisé de facto les devises françaises et espagnoles et faisait frapper des pièces particulières, au taux de change fixe, comme Monaco.

### De 1945 à 1981

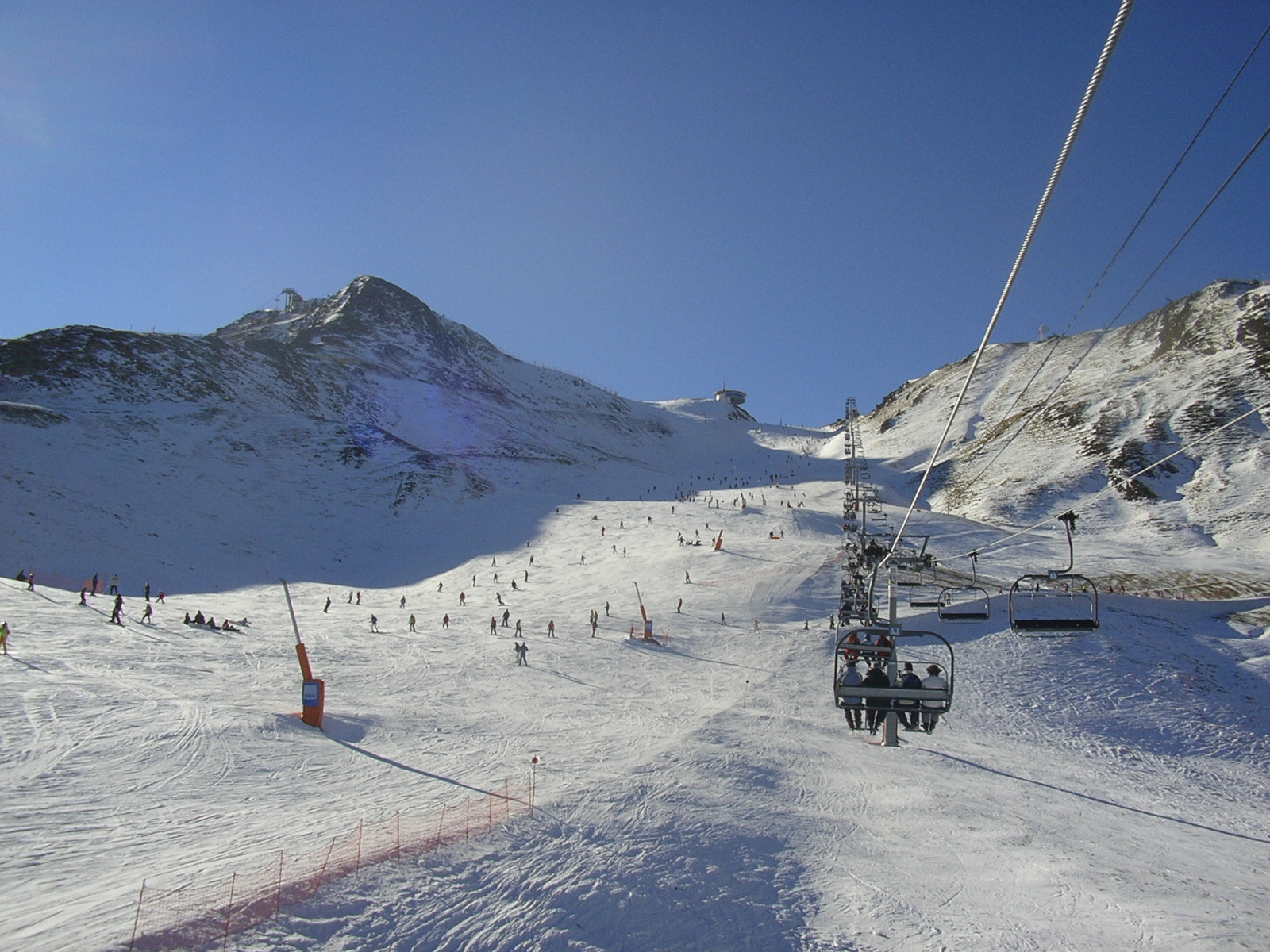
Station de ski du Pas de la Case.

Les années 1950 ne sont pas marquées par le changement, qui ne commence qu'à la décennie suivante. Vers 1956, la population andorrane s'élevait à 5 300 habitants, ce qui ne diffère guère des 3 000 habitants du XVIIIe siècle.
Le 25 septembre 1958, l’Andorre met fin à l'état de guerre avec l’Allemagne en cours depuis 1914 à la suite de la déclaration de guerre du coprince français, en reconnaissant qu'elle n'avait pas été invitée à participer à la conférence de la paix après la Première Guerre mondiale et que par conséquent, elle n'avait pas signé le Traité de Versailles,.
Mais à partir de 1960, la population andorrane ne cesse de croître et elle s'élève déjà à 12 199 habitants en 1964. Cette évolution est due à la subite et radicale modernisation du pays. En effet, le ski forme alors une source de revenus sûre qui encourage le pays à devenir une destination touristique de masse, encore favorisée par les taxes quasi inexistantes. Le retour de jeunes andorrans partis étudier à l'étranger permet l'apparition d'une élite entreprenante et qualifiée, qui fonde des entreprises et croit au progrès de la principauté. En 1968 est ainsi ouverte la Caixa Andorrana de Seguretat, caisse d'assurances maladie, et sont inaugurés les services de télex et de téléphone.
Signe de sa reconnaissance comme un État à part entière, l'Andorre reçoit officiellement le président français Charles de Gaulle en 1967. Il est le premier coprince français à se rendre dans la principauté depuis le Moyen Âge et la population lui réserve un accueil chaleureux. En 1970, le droit de vote est étendu aux femmes et trois ans plus tard a lieu la première rencontre des coprinces, à l'époque Joan Martí i Alanis et Georges Pompidou, depuis le XIIIe siècle ; à cette date, la population avoisine les 19 000 habitants.
En 1978, Escaldes-Engordany se sépare d'Andorre-la-Vieille et devient la septième paroisse andorrane. La même année, le président français Valéry Giscard d'Estaing et l'évêque d'Urgell célèbrent en Andorre les 700 ans du premier paréage.

### Depuis 1981

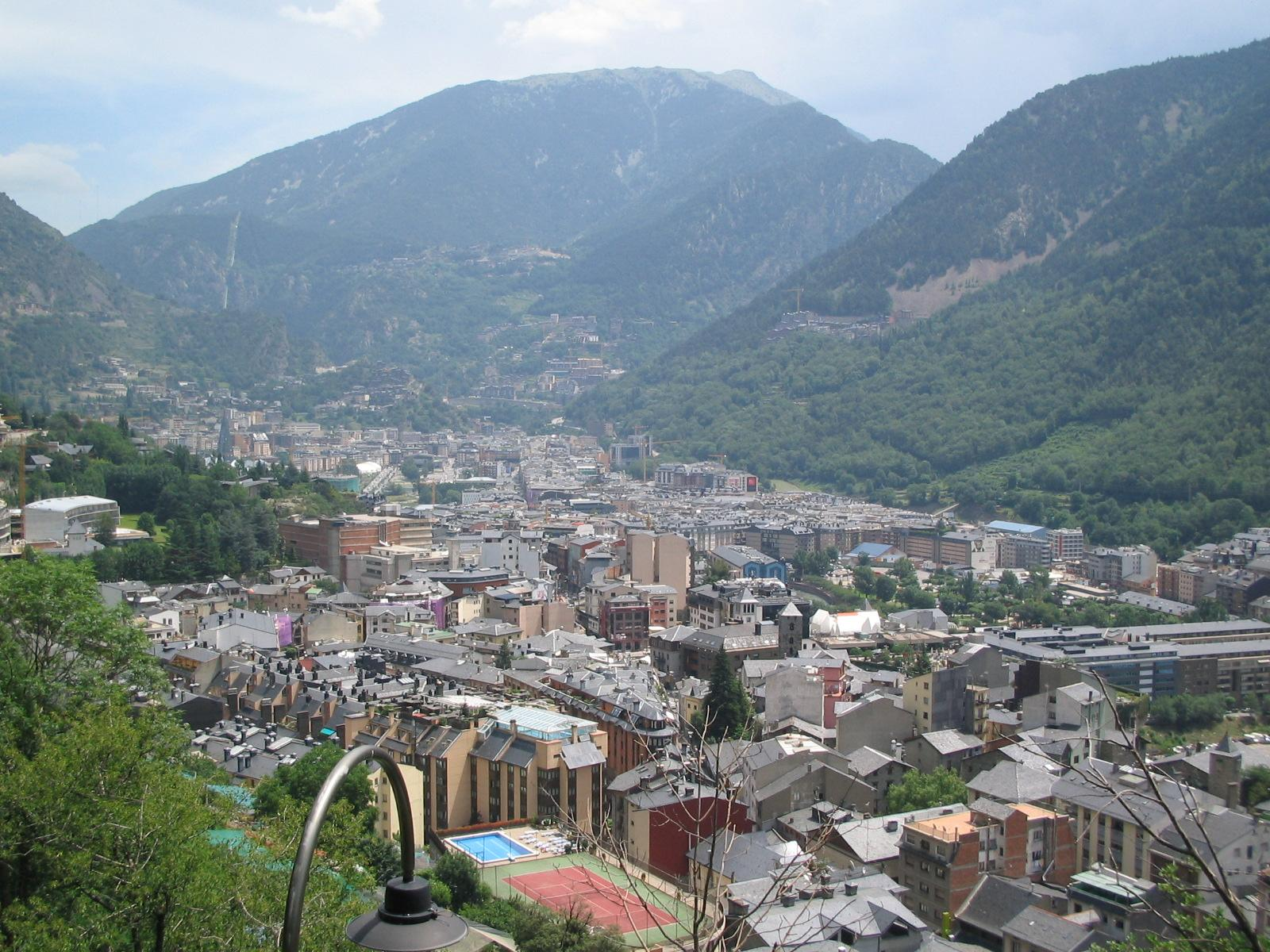
Andorre-la-Vieille.

En 1981 aboutit une réforme institutionnelle envisagée à la fin des années 1970 visant à démocratiser la politique andorrane et à normaliser le pays, qui est encore soumis aux paréages médiévaux.
La réforme envisage la création d'un gouvernement et la suppression définitive du Conseil de la Terre, qui devient officiellement Conseil Général (Consell General). Les deux nouvelles instances permettent la séparation des pouvoirs législatifs et exécutifs. Après élections, Òscar Ribas Reig devient le 14 janvier 1982 Chef du gouvernement d'Andorre. La même année, en novembre, l'Andorre est victime de terribles inondations, qui causent la mort de plusieurs personnes.
Òscar Ribas Reig démissionne en 1984, mais la réforme institutionnelle est poursuivie en 1985 sous le mandat de Josep Pintat-Solans; le droit de vote et l'âge de la majorité sont redéfinis, ainsi, tous les Andorrans de plus de 18 ans peuvent désormais voter.
En 1989, Òscar Ribas Reig est réélu chef du gouvernement et envisage en 1991, la rédaction d'une Constitution. En même temps, l'Andorre conclut des accords commerciaux avec la Communauté économique européenne. De nouveaux accords sont signés en 1992. Un an plus tard, le 14 mars 1993, la Constitution est adoptée après référendum. Le Oui a remporté 74,2 % des suffrages exprimés.
La Constitution entre en vigueur le 4 mai 1993, après avoir été signée par les coprinces. Elle octroie immédiatement à l'Andorre une reconnaissance internationale ; la principauté est enfin reconnue comme un État à part entière. L'Andorre fait ensuite son entrée à l'ONU le 28 juillet 1993 et adhère progressivement à différentes agences des Nations unies. L'Andorre accède le 10 novembre 1994 au Conseil de l'Europe. La reconnaissance internationale de l'Andorre est également bénéfique au catalan, qui est donc langue officielle d'un État indépendant et Òscar Ribas Reig l'utilise pour son premier discours à l'Assemblée générale de l'ONU.
En 1992 est instauré le mariage civil ; il n'était jusque là que religieux. Le divorce est légalisé en 1995. L'avortement, les jeux d'argent et la prostitution restent interdits.
En mars 1994 est inauguré le complexe thermal Caldea. Vaste de 31 680 mètres carrés et surmonté par une tour haute de 80 mètres, cet espace a accueilli, en treize ans, plus de 4 500 000 clients.
Òscar Ribas Reig finit son second mandat en 1994 et Marc Forné Molné remporte les élections en décembre. Le mandat de ce dernier est d'abord marqué en 1995 par la création d'Andorra Televisió, première chaîne andorrane et par la réforme de l'acquisition de la nationalité andorrane. Avec l'arrivée massive d'étrangers dans la principauté à la suite de l'essor économique, les personnes de nationalité andorrane se trouvaient largement en minorité. La réforme permettait donc l'obtention de la nationalité après avoir résidé en Andorre pendant au moins 25 ans (la période a été abaissée à 20 ans en 2004). Néanmoins, les étrangers représentent encore aujourd'hui 67 % de la population de la principauté.
Le 12 mai 2003, Joan-Enric Vives i Sicília  succède à Joan Martí i Alanis aux fonctions d'évêque d'Urgell et de coprince d'Andorre.
En 2004, le gouvernement et l'UNESCO, alarmés par la dégradation des milieux naturels andorrans, classent la vallée du Madriu-Perafita-Claror au Patrimoine mondial. Ce lieu a été étendu en 2006 et couvre aujourd'hui 10 % de la principauté.
Le libéral Albert Pintat Santolària est élu chef du gouvernement en 2005 ; la principauté compte alors 74 000 habitants et bénéficie de la huitième plus grande espérance de vie au monde, avec une moyenne de 82,72 ans.